# Miride
Miridele (Miridae), numite și capside (Capsidae), este o familie foarte mare de insecte (cu peste 10.000 de specii) din ordinul hemipterelor. Este considerată cea mai importantă familie de heteroptere, ea singură cuprinzând o pătrime din numărul total al specii lor de heteroptere.
Sunt insecte mici, de câțiva milimetri, rareori peste 1 cm. Au aspecte foarte variate, adesea fiind viu colorate. Deseori se observă și dimorfism sexual. Ocelii sunt absenți. Rostrul cu 4 segmente. Tarsele obișnuit cu 3 segmente. La hemielitră prezintă clavus și cuneus, dar nu au embolium. Membrana hemielitrei are la bază două celule, rareori numai una, de la care pleacă o nervură scurtă. Corseletul are la unele forme ridicături și șanțuri transversale. Există și forme brahiptere, adesea fără cuneus și fără membrană la hemielitre.
Trăiesc pe flori și frunze. Majoritatea speciilor sunt fitofage  (monofage sau oligofage) și se hrănesc cu seva plantelor, însă unele sunt prădătoare ale artropodelor mici (afide și alte insecte mici), de ex. blefaridopterul (Blepharidopterus angulatus) este un prădător important al acarianului roșu al pomilor (Panonychus ulmi).
Mai multe miride provoacă pagube considerabile plantelor cultivate. Astfel, ploșnița coacăzului și agrișului (Lygocoris rugicollis, sin. Plesiocoris rugicollis), al cărei gazdă inițială a fost salcia (Salix), atacă acum mărul, coacăzul negru și coacăzul roșu, în timp ce ploșnița de fânețe (Lygocoris pabulinus, sin. Lygus pabulinus) este un dăunător aproape cosmopolit cu numeroase varietăți. Ploșnița ceaiului (Helopeltis theivora) atacă arborele de cacao și ceai în sud-estul Asiei. Ploșnițele cacaotierului (Sahlbergella singularis și Distantiella theobroma) sunt dăunători ai arborelui de cacao în vestul Africii.  Culturile de lucerna și alte leguminoase furajere sunt atacate de mai multe specii de miride, ca: ploșnița lucernei (Adelphocoris lineolatus), ploșnița de câmp (Lygus pratensis), ploșnița neagră a sfeclei (Polymerus cognatus) și ploșnița verde de câmp (Lygus rugulipennis). Ploșnița cartofului (Closterotomus norwegicus, sin. Calocoris norvegicus) se dezvoltă pe cartofi.
În România au fost înregistrate 271 specii de miride.

## Referințe

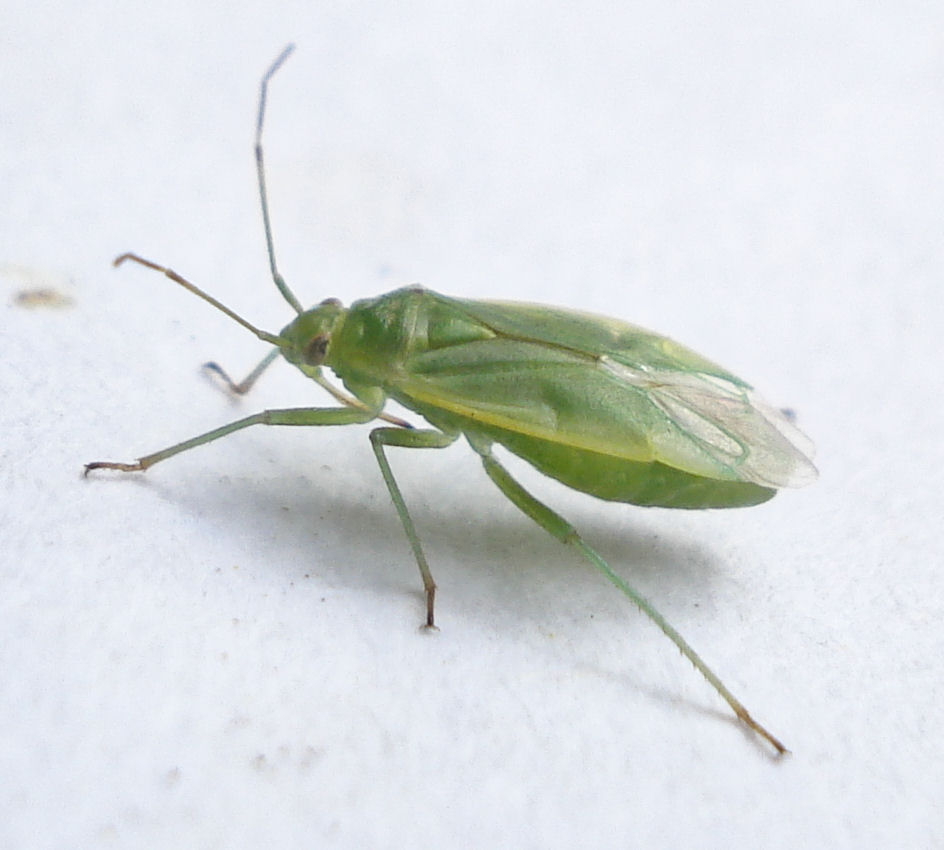
Ploșnița coacăzului și agrișului (Lygocoris rugicollis)
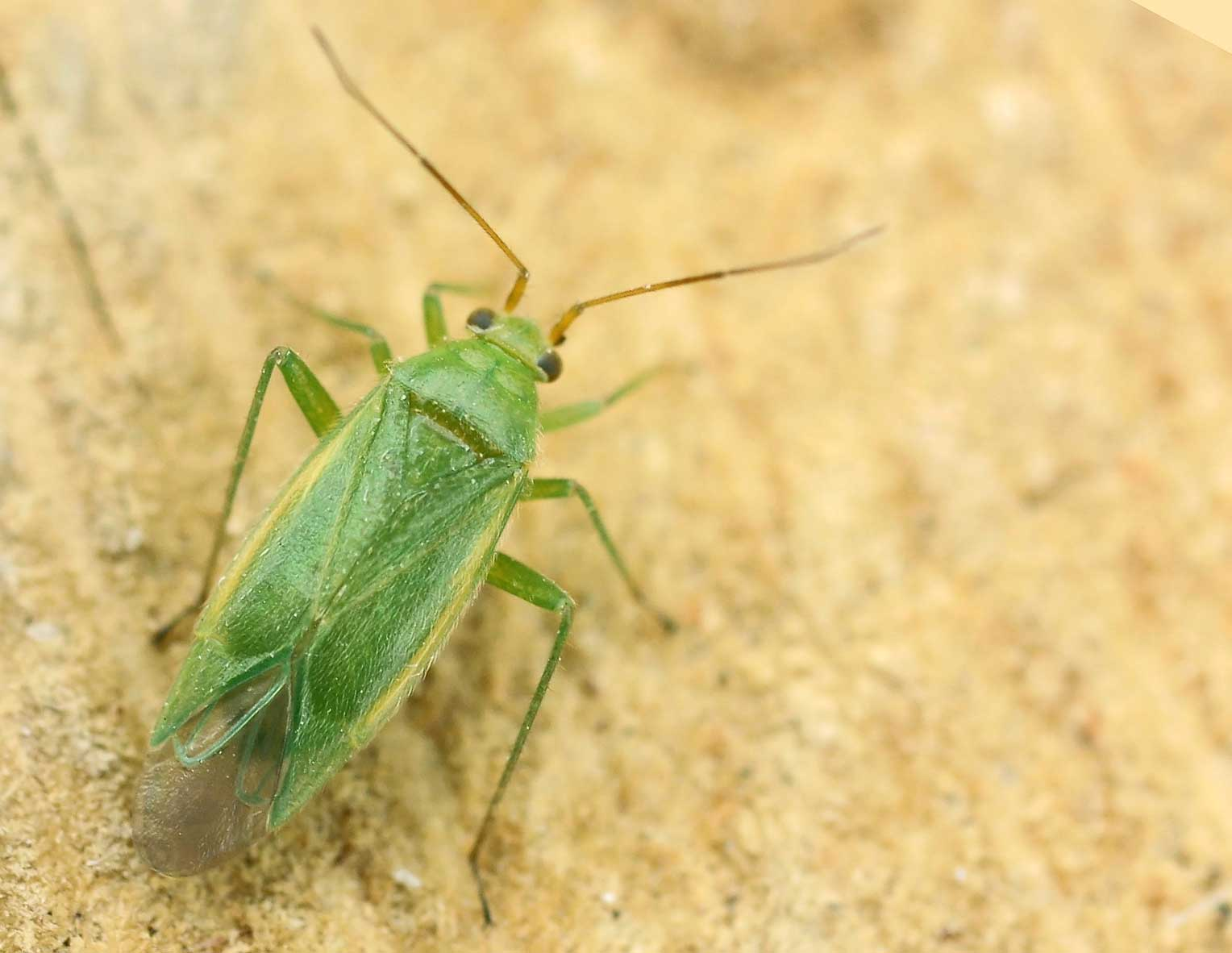
Ploșnița de fânețe (Lygocoris pabulinus)
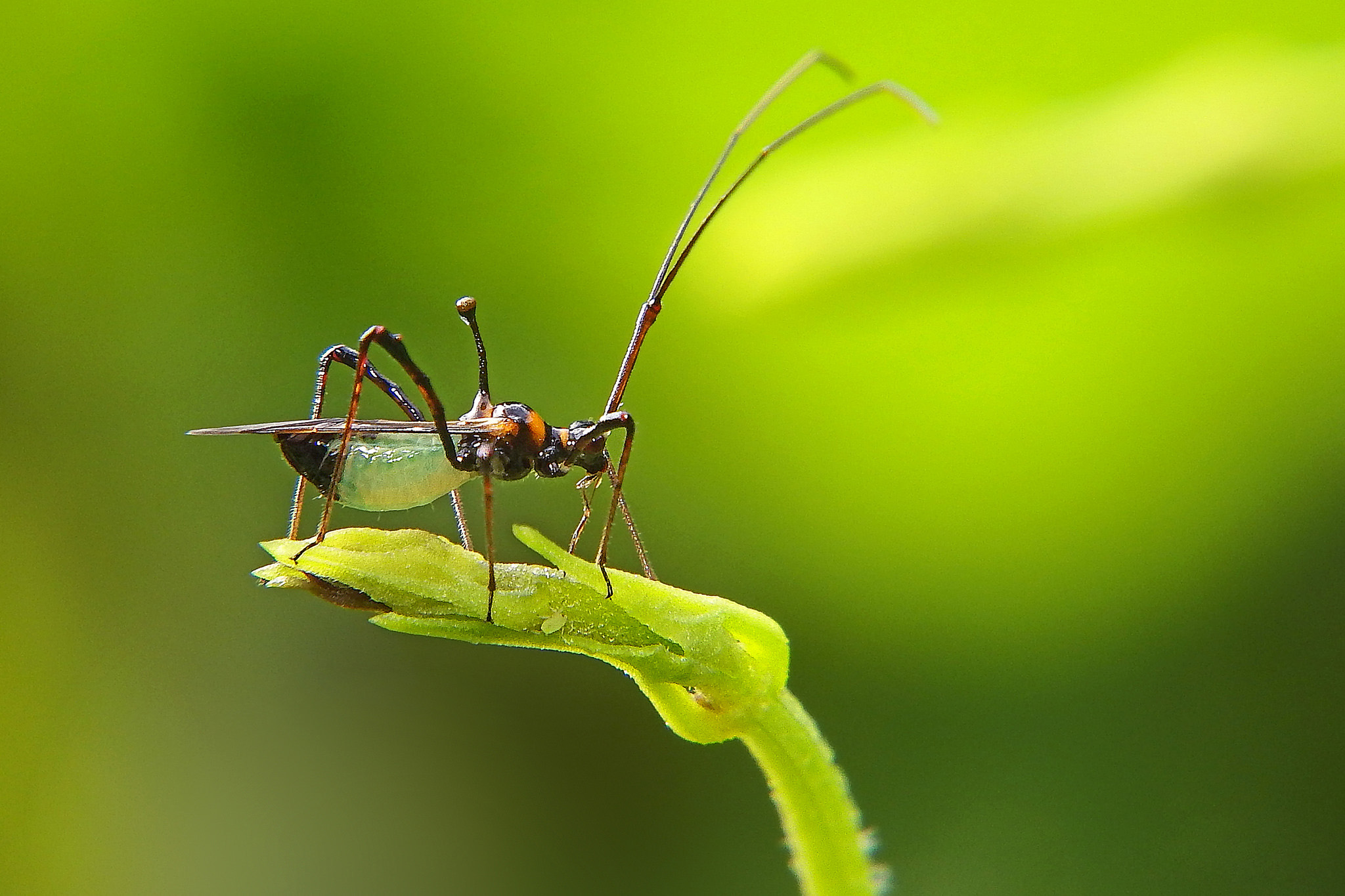
Ploșnița ceaiului (Helopeltis theivora)
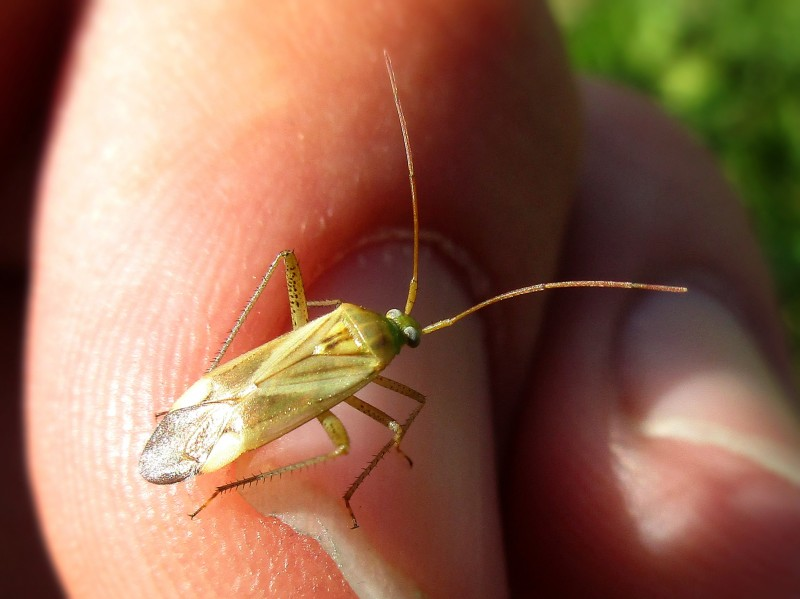
Ploșnița lucernei (Adelphocoris lineolatus)
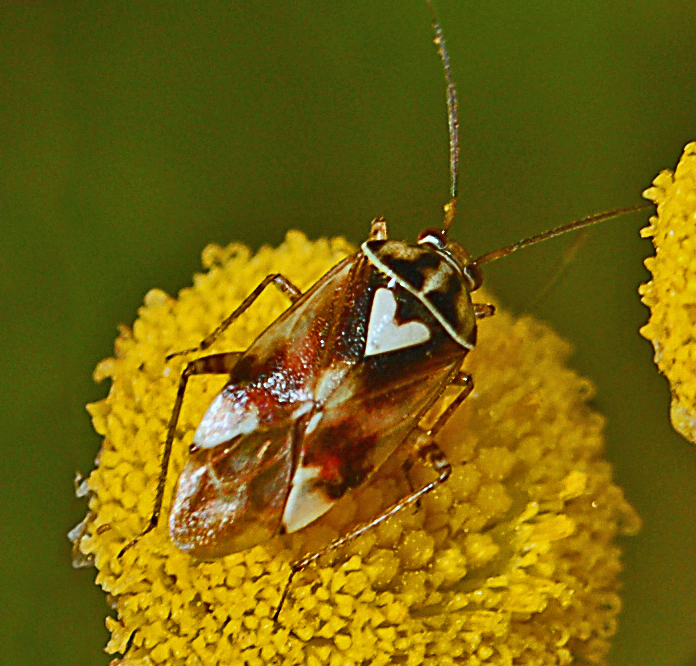
Ploșnița de câmp (Lygus pratensis)
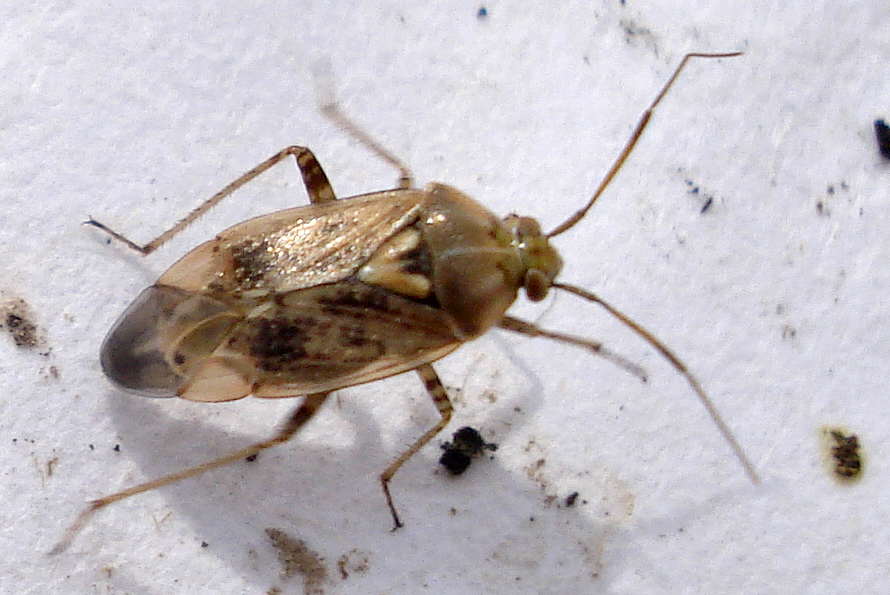
Ploșnița verde de câmp (Lygus rugulipennis)
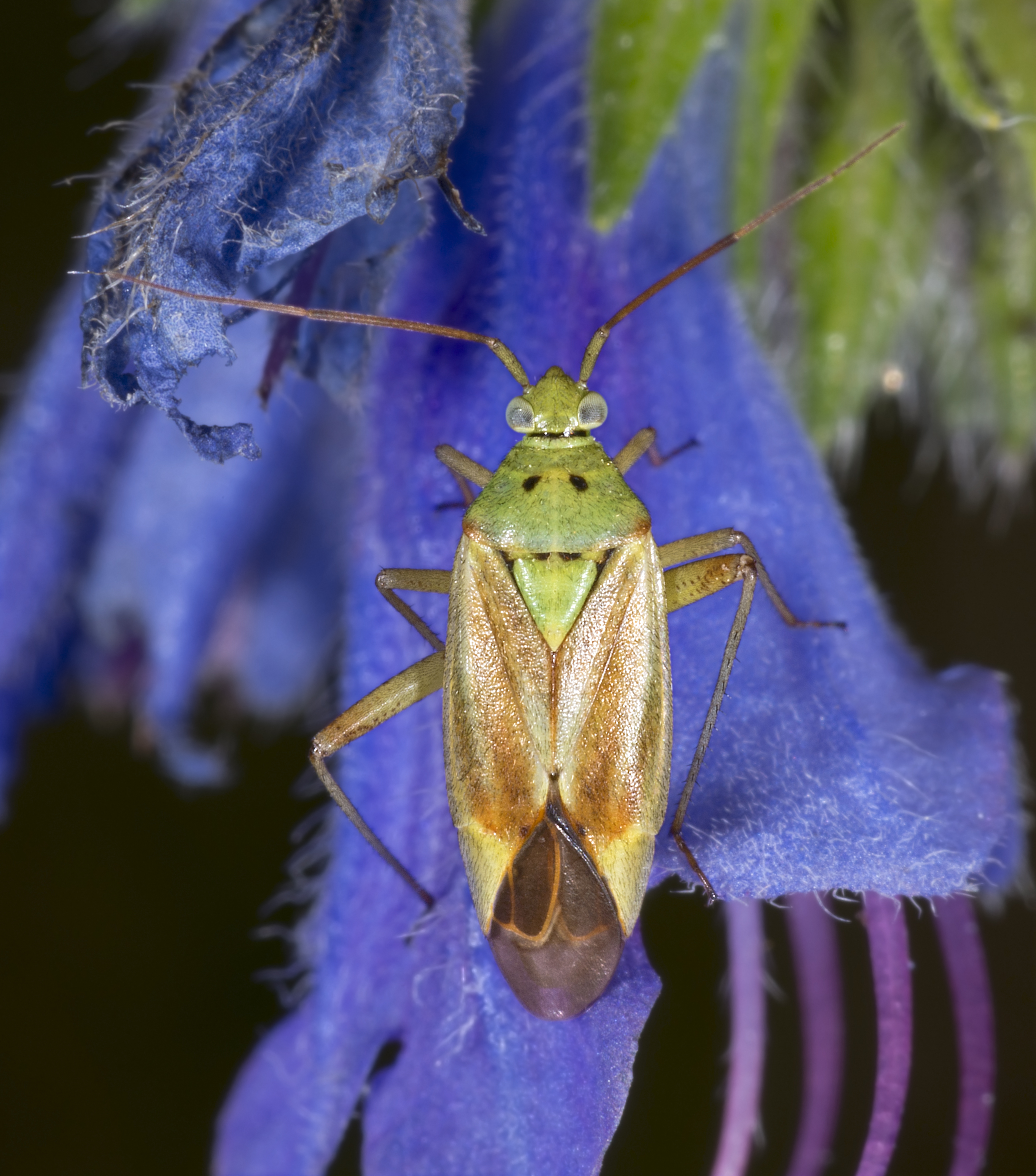
Ploșnița cartofului (Closterotomus norwegicus)